# Catocala crataegi
Catocala crataegi là một loài bướm đêm thuộc họ Erebidae. Nó được tìm thấy ở Ontario và Quebec tới đảo Prince Edward phía nam từ Maine qua Connecticut tới Georgia và phía tây đến Arkansas và phía bắc đến Minnesota.

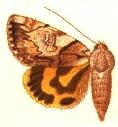
Minh hoạ

Catocala pretiosa was considered a đồng nghĩa của Catocala crataegi for some time, but was revised as valid species by Schweitzer năm 1982.
Sải cánh dài 40–50 mm. Con trưởng thành bay từ tháng 6 đến tháng 8 tùy theo địa điểm. Có thể có một lứa một năm.
Ấu trùng ăn Crataegus và Pyrus malus.

## Hình ảnh

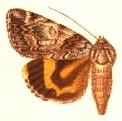